# Goma arábiga

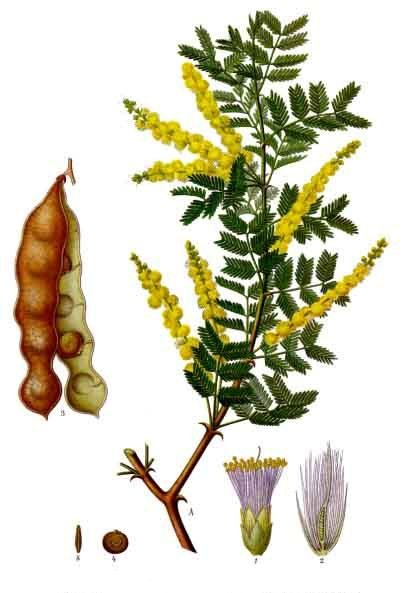
Acacia senegal

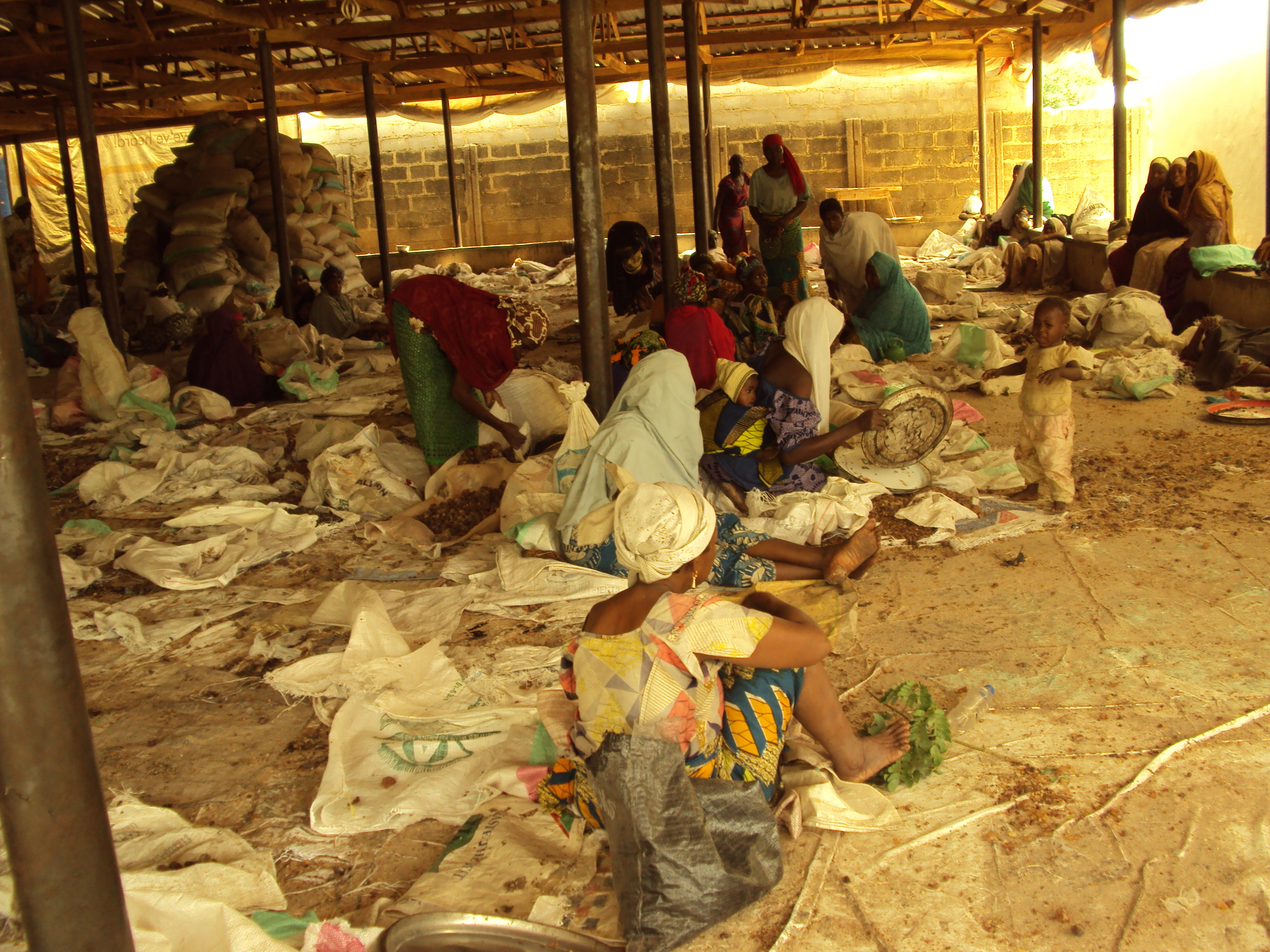
Producción de goma arábiga en Nigeria

La goma arábiga es un polisacárido de origen natural. Se extrae de la resina de ciertas variedades de la Acacia. Originalmente a partir del árbol o arbusto Acacia nilotica. Actualmente se extrae de la resina de las variedades subsaharianas Acacia senegal y Acacia seyal como parte del proceso de cicatrización de estos conocido como gummosis. Esta resina de color ámbar se recolecta normalmente a mano una vez seca. Como aditivo se denomina E-414 en la industria alimentaria dentro de los Números E y acacia gum según la lista de aditivos de la Unión Europea).
Hay voces que alertan de que el consumo de goma arábiga industrializada (en chicles, pastillas, etc.) puede producir alergias, al menos en personas sensibles, o dañar la actividad de diversas enzimas.[cita requerida]

## Producción
La goma arábiga es una sustancia producida por las acacias para cerrar sus heridas y evitar de esta manera la entrada de gérmenes. Para provocar su producción se suelen producir cortes longitudinales paralelos y poco profundos de 40/60 mm. Otros métodos marcan cuadrados u otras formas en la corteza. La cantidad obtenida varía mucho entre los árboles (100/2000 g por árbol) con una media aproximada de 250 g por árbol.
En el mercado internacional se gastan unas 45.000 t anuales (año 2000) de goma arábiga.

## Historia
Ya los egipcios la utilizaban en el proceso de la momificación y la elaboración de algunos cosméticos y perfumes. Tras haber caído en olvido fue redescubierta por navegantes europeos en el siglo XV en el África subsahariana. Incluso fue causa de la «Guerra de la Goma» en el siglo XVIII, tras la cual Francia se quedó con el monopolio para el mercado europeo.
Hoy en día la mayor parte se utiliza en la industria alimenticia para fijar aromas, estabilizar espumas y emulsiones, modificar la consistencia de alimentos y clarificar vinos. También se utiliza en la fabricación de algunos medicamentos.
Por no conocerse ningún efecto tóxico no hay límites establecidos.
También se utiliza en la elaboración de tintas y tintes.
La goma arábiga entra en la composición de grisallas para decorar vidrios. En ellas cumple una función de aglutinante y genera condiciones atmosféricas adecuadas durante su combustión en el tratamiento térmico de la pieza.

## Composición y propiedades
Químicamente se trata de un polisacárido con cantidades variables de D-galactosa, L-arabinosa, L-ramnosa y algunos ácidos derivados, como el ácido
D-glucurónico o el 4-O-metil-D-ácido glucurónico.
Se trata de una sustancia de color amarillento a pardo, inflamable aunque con un elevado punto de inflamación (>250 °C), muy soluble en agua (aprox. 500 g/l) y con un LD50 > 16.000 mg/kg.

## Aplicaciones técnicas
La goma arábiga se utiliza como pegamento universal de papel, no tóxico y soluble, en especial cuando el papel a pegar se humedece con la lengua. Este es el caso de los sellos y sobres postales, o el papel de liar tabaco.
Es la cola más corriente en el empapelado de paredes. 
Su otro uso tradicional -que sigue en vigor- es la fabricación de las pinturas de acuarela, témpera y gouache. 
En el siglo XIX se elaboró un procedimiento de impresión basado en goma arábiga modificada con bicromato potásico llamada goma bicromatada. Esta mezcla es sensible a la luz y permite reproducciones casi fotográficas. Sin embargo ha quedado en desuso.
La goma arábiga se utiliza en algunos productos alimenticios, se encuentra entre los ingredientes de algunos caramelos masticables (p. ej.: mentas) y de algunos dulces típicos de Marruecos y otras gastronomías orientales.
La goma arábiga es también muy usada en los cortes de algunas drogas ilegales, para así sacarles mayor rendimiento económico. Un ejemplo puede ser el hachís de baja calidad, donde se mezcla goma arábiga con el propio cannabis.
También forma parte junto con un almíbar del llamado jarabe de goma usado para la elaboración de cócteles.
La goma arábiga está autorizada también como coloide protector de los vinos jóvenes para mejorar su estabilidad en botella, al evitar que precipite la materia colorante inestable (pigmentos y tartratos) y aumentar el equilibrio y las características organolépticas del vino, reduciendo la amargura y la astringencia, incrementando la suavidad y el cuerpo y mejorando la sensación grasa del vino.
Se suele adicionar goma arábica, con el objetivo de estabilizar la mezcla, a fuegos artificiales y demás productos pirotécnicos. Se añade como agente aglomerante que cohesiona la mezcla y la protege de la humedad, garantizando además, que durante su almacenaje no se eche a perder.